# Стремма
Стремма (королівська стремма, грец. στρέμμα) — поземельна метрична одиниця площі в Греції, що застосовувалася також у візантійській системі мір. 1 стремма дорівнює 1000 квадратних метрів (королівських піки), 0,1 гектара або 10 арам. Відповідає декару (10 арам), турецькому денюму та ізраїльському дунаму.
Розрізняють королівську стремму, стару стремму та турецьку стремму. Королівська (нова) стремма дорівнює 0,1 гектара (10 арам), стара стремма — 0,127 гектара (12,7 арів), турецька стремма — 0,16 гектара (16 арам). Королівську стремму було запроваджено з метричною системою заходів у Грецькому королівстві. У давньогрецькій системі мір старій стреммі відповідає плетр (плефр), рівний половині римського югера.

## У Візантії
У Візантії 1 стремма була мінімальним розміром дрібної селянської земельної ділянки. У документах величина стремми не зазначена. Стремма, точне значення якої не зовсім ясно, була однією з основних одиниць виміру землі, меншою за модію. За даними французького візантиніста Жака Бомпера, модій землі міг коштувати більше, ніж стремма землі, але могли існувати великі та малі стремми, як існували великі та малі модії.
Візантійська стремма до певної міри за своїми розмірами відповідає південно-слов'янському погону та турецькому денюму.

## Співвідношення з іншими одиницями площі
1 стремма дорівнює:
- 1000 квадратних метрів (м²)[2]
- 0,001 квадратного кілометра (км²)
- 0,1 гектара (га)[1][4][6][7]
- 10 ара (а)[2][3]
- 100 000 квадратним дециметрам (дм²)
- 10 000 000 квадратних сантиметрів (см²)
- 1195,99 квадратного ярда (ярд²)
- 10 763,91 квадратного фута (фут²)
- 1 550 003 квадратних дюймів (дюйм²)
- 219¾ квадратних саженей[5]